# ماریام تونویان
ماریام آرشاکی تونویان (ارمنی: Մարիամ Արշակի Տոնյան؛ تولد ۱۹۱۹ - درگذشته ۲۰ ژانویهٔ ۲۰۲۲) موسیقی‌شناس و کارشناس علوم پرورشی اهل ارمنستان بود.

## زندگی‌نامه
وی در ۱۹۱۹ در تفلیس به دنیا آمد و از کنسرواتوار دولتی کومیتاس ایروان فارغ‌التحصیل گشت. وی در مدرسه موسیقی چایکوفسکی ایروان فعالیت می‌کرد. وی برنده جوایزی همچون مدال قدردانی شد. وی در ۲۰ ژانویهٔ ۲۰۲۲ در سن ۱۰۳ سالگی درگذشت.